# Ophiuchidia rectivia
Ophiuchidia rectivia är en fjärilsart som beskrevs av George Francis Hampson. Ophiuchidia rectivia ingår i släktet Ophiuchidia och familjen nattflyn. Inga underarter finns listade i Catalogue of Life.